# Lamia Moubayed Bissat
Lamia Moubayed Bissat, née le 27 mars 1967 à Beyrouth, est une universitaire libanaise qui préside depuis avril 2000 l'Institut des Finances Basil Fuleihan, établissement public autonome opérant sous la tutelle du ministre libanais des Finances. En 2018, elle est nommée par le secrétaire général des nations membre du Comité d'experts en administration publique (CEPA). Ce comité, composé de 24 experts du monde, est chargé de guider l’implémentation de l'Agenda 2030, et en particulier l’objectif de développement durable 16.

## Biographie

### Jeunesse
Lamia Moubayed Bissat est née le 27 mars 1967 à Beyrouth au Liban. Son enfance est marquée par la guerre civile libanaise (1975-1989). Elle contribue, en 1991, à fonder la Green Line, une organisation non gouvernementale œuvrant pour la préservation de l’environnement au Liban. En 1988, elle obtient son diplôme d'ingénieure agricole, suivi, en 1990, d’une maîtrise en agroéconomie et développement de l'université américaine de Beyrouth (AUB). Plus tard, elle rejoint l'École supérieure des affaires de Beyrouth pour poursuivre une maîtrise en administration des affaires (MBA).

### Carrière professionnelle
En 1992, Lamia Moubayed commence sa carrière en tant qu’économiste à l'Institut de consultation et de recherche au Liban (CRI), spécialisé dans le conseil aux entreprises et les études quantitatives et qualitatives sur le développement social et économique au Liban et dans la région MENA. En 1995, elle rejoint le Programme des Nations Unies pour le développement (PNUD) à Beyrouth en qualité de chargée de programme. En juillet 1999, elle rejoint la Commission économique et sociale des Nations unies pour l'Asie occidentale (CESAO), organe subsidiaire du Conseil économique et social des Nations unies.
En 2000, le ministère français de l'Économie et des Finances nomme Lamia Moubayed Bissat à la direction de l'Institut des Finances Basil Fuleihan au Liban. L'institut qui a été créé pour servir de coopération bilatérale entre la France et le Liban, devient sous sa direction une agence publique au sein du ministère des Finances libanais, autonome sur les plans financier et administratif. L'institut deviendra la référence en matière de gestion des finances publiques et de modernisation de l'État au Liban et dans la région MENA.
En 2015, Lamia Moubayed rejoint l'Institut des sciences politiques de l’Université Saint-Joseph de Beyrouth où elle enseigne depuis, le management public.
Le 1er janvier 2018, le Secrétaire général des Nations unies, António Guterres, la nomme, pour un mandat de quatre ans, pour faire partie du Comité des experts des Nations unies pour l'administration publique (UNCEPA), organe subsidiaire du Conseil économique et social. À ce titre, elle participe à l’évaluation des candidatures pour le Prix des Nations unies pour le service public. En 2020, elle participe au lancement de l'étude des Nations unies sur l'administration en ligne, organisé par le Département des affaires économiques et sociales et au cours duquel sont présentés les données et résultats approfondis de l'enquête,.
Lamia Moubayed est membre fondatrice du réseau GIFT-MENA des écoles de formation de la fonction publique du Moyen-Orient et d'Afrique du Nord, créé en 2006 à Beyrouth. Elle a également contribué à la fondation du réseau MENAPAR de chercheurs en administration publique, basé à Bahreïn.
Afin de faciliter l'accès du public à l'information, elle inaugure à l'Institut des Finances une bibliothèque publique comptant aujourd’hui plus de vingt-cinq mille références et initie la publication d’une série de guides intitulée Fiscal and Financial Awareness Series visant à sensibiliser les citoyens à la gestion des finances publiques et à faciliter leurs transactions fiscales,.
Dans une interview pour le magazine Le Commerce du Levant, Lamia Moubayed souligne que « la responsabilité de diriger ou de façonner l'action publique ne se limite plus à l'État et à ses bureaucraties. Aujourd'hui, la société civile et le secteur privé sont également impliqués dans ce processus et en sont responsables. »
Lamia Moubayed défend ardemment la mixité et lutte pour éliminer toute forme de discrimination à l'égard des femmes. Dans une interview pour « Executive Magazine », elle explique « qu’il est important de comprendre que le féminisme et l'autonomisation des femmes se font avec les hommes et non pas à leur détriment. La mixité permet d’aboutir à une meilleure gouvernance au sein des institutions publiques. »

## Adhésions
À partir de 2016, elle devient la représentante du Liban et des pays de la région MENA au conseil d'administration de « l'Association internationale des écoles et des instituts d'administration » (IASIA). Elle est également membre des organisations suivantes : Greenline, depuis 1991, l'Association des anciens élèves de l’université américaine de Beyrouth (AUB), depuis 1996, le Syndicat des ingénieurs et architectes, depuis 1996, les Roads for Life « Fonds Talal Kassem pour les soins post-accidentels », depuis 2011 (membre fondatrice), et le Comité régional d’experts des marchés publics du Groupe de la Banque mondiale, depuis avril 2013. Elle est depuis 2009 la Présidente de la brance « Gouvernance des finances publiques » de l'initiative OCDE-MENA.  

## Décorations
- Chevalière de la Légion d'honneur 13 juillet 2015, France[21].
- Chevalière de l'ordre national du Mérite, 4 juin 2004, France[6].
- Prix Sana Najjar-Zahr de l'étudiant le plus performant, juin 1988, université américaine de Beyrouth, Faculté d'Agriculture & des Sciences de l'Alimentation, Liban[22].

## Publications
- L'Institut des Finances, 20 ans de coopération administrative franco-libanaise, L. Moubayed[23].
- Un réseau des écoles de la fonction publique en méditerranée peut-il servir l'agenda de la gouvernance publique?, L. Moubayed[24].
- L’avenir de l’Action Publique: Regards croisées autour de la méditerranée, L. Moubayed, V. Potier & AB. Yakhlef[25].
- (en) From Government to Governance: How Will the Arab Region Meet the Goals of Sustainable Development in the Post 2015 Period?, L. Moubayed[26].
- (en) Building capacities in public financial management in a post-conflict country: A practice from the Ministry of Finance and the Institute of Finance of Lebanon, I. Ghandour, S. Hatem, L. Moubayed Bissat & C. Rihan[27].
- (en) Lebanon’s Experiment with Installing Competitive Recruitment, L. Moubayed Bissat, S. Hatem & C. Rihan[28].
- (en) Why Civil Service Reform is Inevitable in Times of Crisis, L. Moubayed Bissat[29].
- (en) Introducing a Gender-Driven Approach to Performance Budgeting: Austria, L. Moubayed Bissat & M. Bsaibes[30].
- (en) Measuring the Public Sector Wage Bill, L. Moubayed Bissat & I. Ghandour[31].
- (en) The role of civil society in Rural Community Development: Two case studies from Lebanon, L. Moubayed[32].
- (en) Rural Community Development through Strengthening Institution Building: Two Case Studies from Lebanon, L. Moubayed[33].
- (en) Citizen Budget 2018, Institut des Finances Basil Fuleihan[34].
- (en) Citizen Budget 2019, Institut des Finances Basil Fuleihan[35].
- (en) Citizen Budget 2020, Institut des Finances Basil Fuleihan[36].
- (en) The Economic Cost of Policy Action against the Outbreak Scenarios of Covid-19 in Lebanon, Institut des Finances Basil Fuleihan[37].
- (en) The economic and fiscal policies in the Era of Riad El Solh, Institut des Finances Basil Fuleihan[38].
- L'approche par compétences peut-elle changer l’avenir de la Fonction Publique Libanaise ?, Institut des Finances Basil Fuleihan[39].